# 飛鳥光の回廊

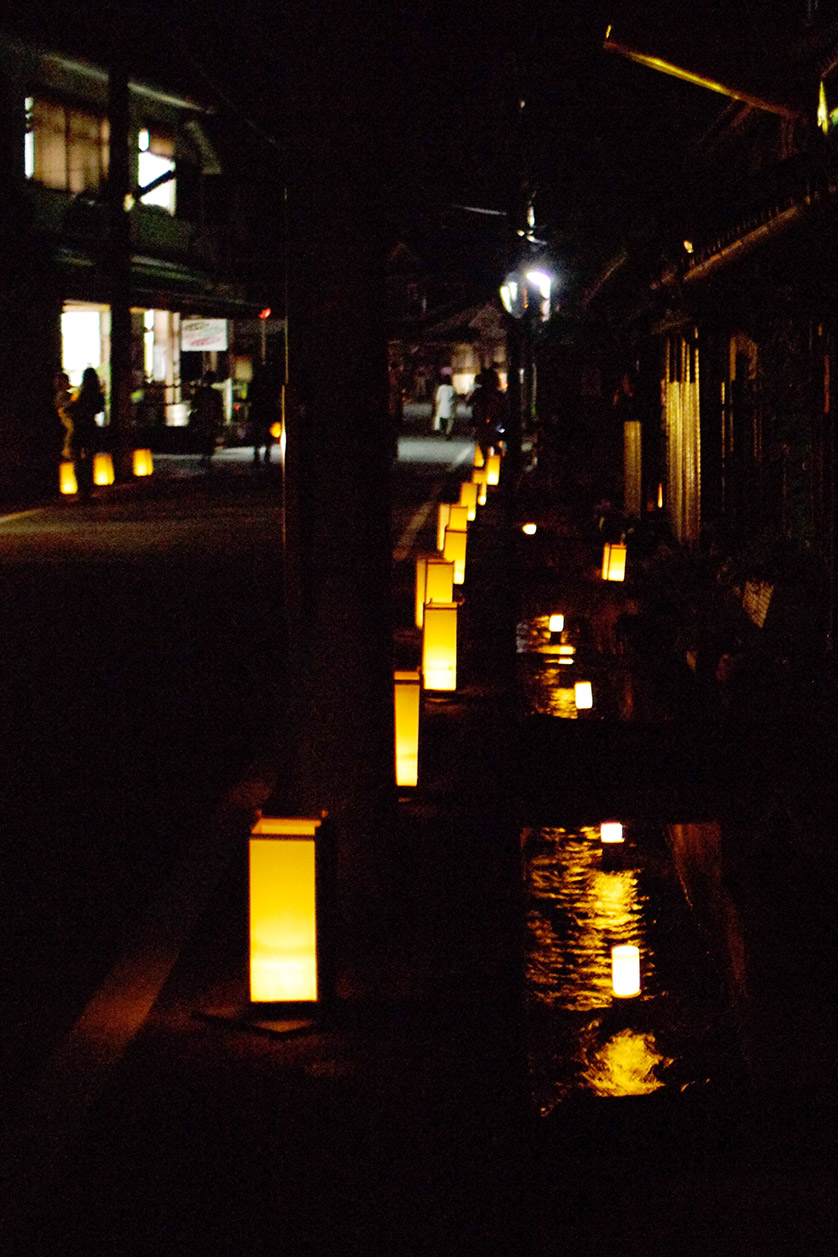
飛鳥・光の回廊

飛鳥光の回廊（あすかひかりのかいろう）は、奈良県高市郡明日香村で毎年実施されている、夜間（18：00〜21：00）イベント。
毎年9月に2〜3日間、石舞台をはじめ、伝飛鳥板蓋宮跡や水落遺跡、飛鳥寺や橘寺や岡寺など、明日香村内の代表的な史跡、寺社、施設がライトアップされ、周囲は20,000本を越えるやさしくあたたかいろうそくの明かりで彩られる。
国営飛鳥歴史公園の高松塚周辺地区で演出される光の地上絵（2006年：光の朱雀、2007年：光の白虎）などをはじめ見所は多く、1日では見きれない。イベント開催中は村内各施設や駐車場（公共駐車場のみ）がすべて無料開放される。主催は明日香村観光交流活性化事業実行委員会。

## ギャラリー

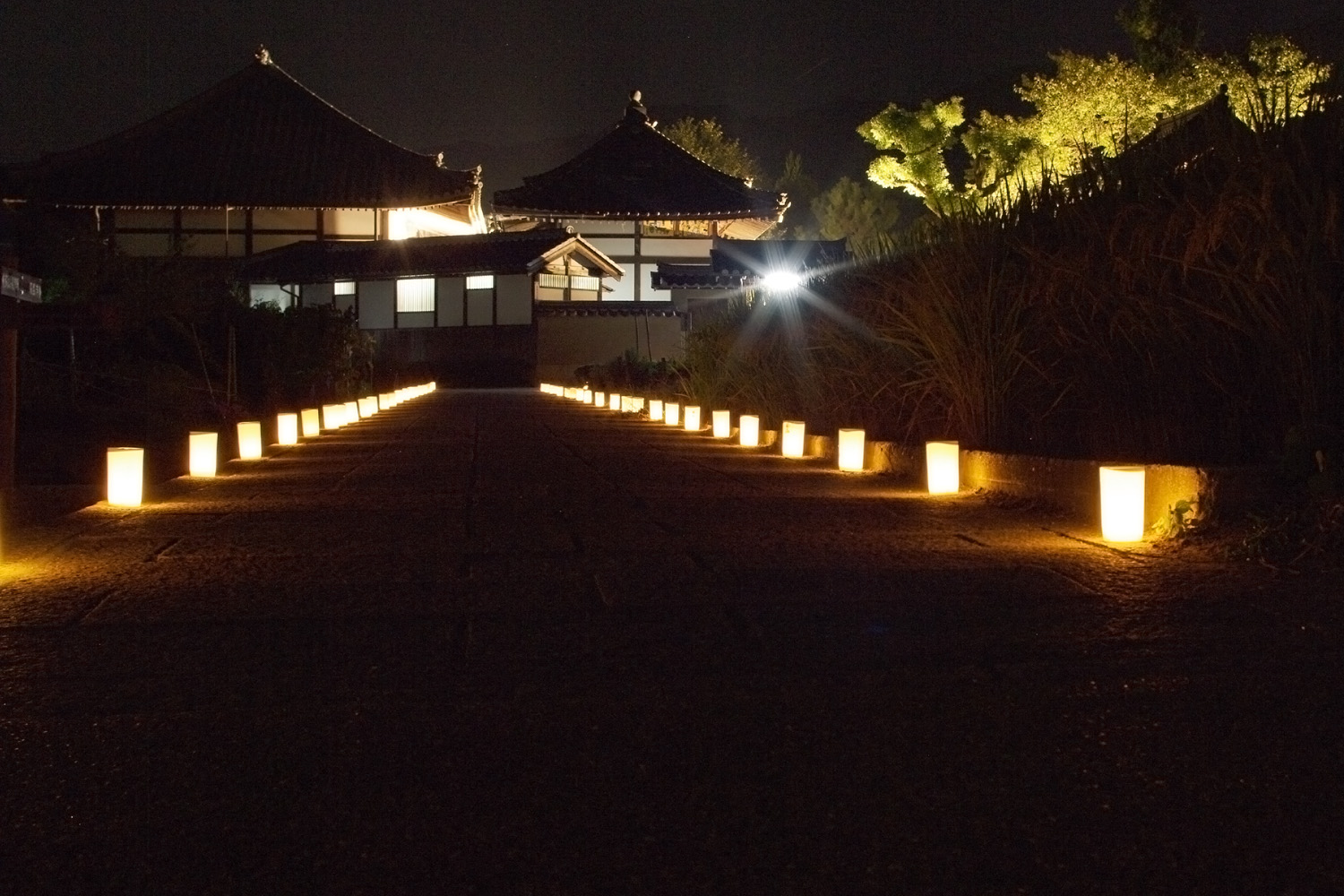
飛鳥寺(2009)
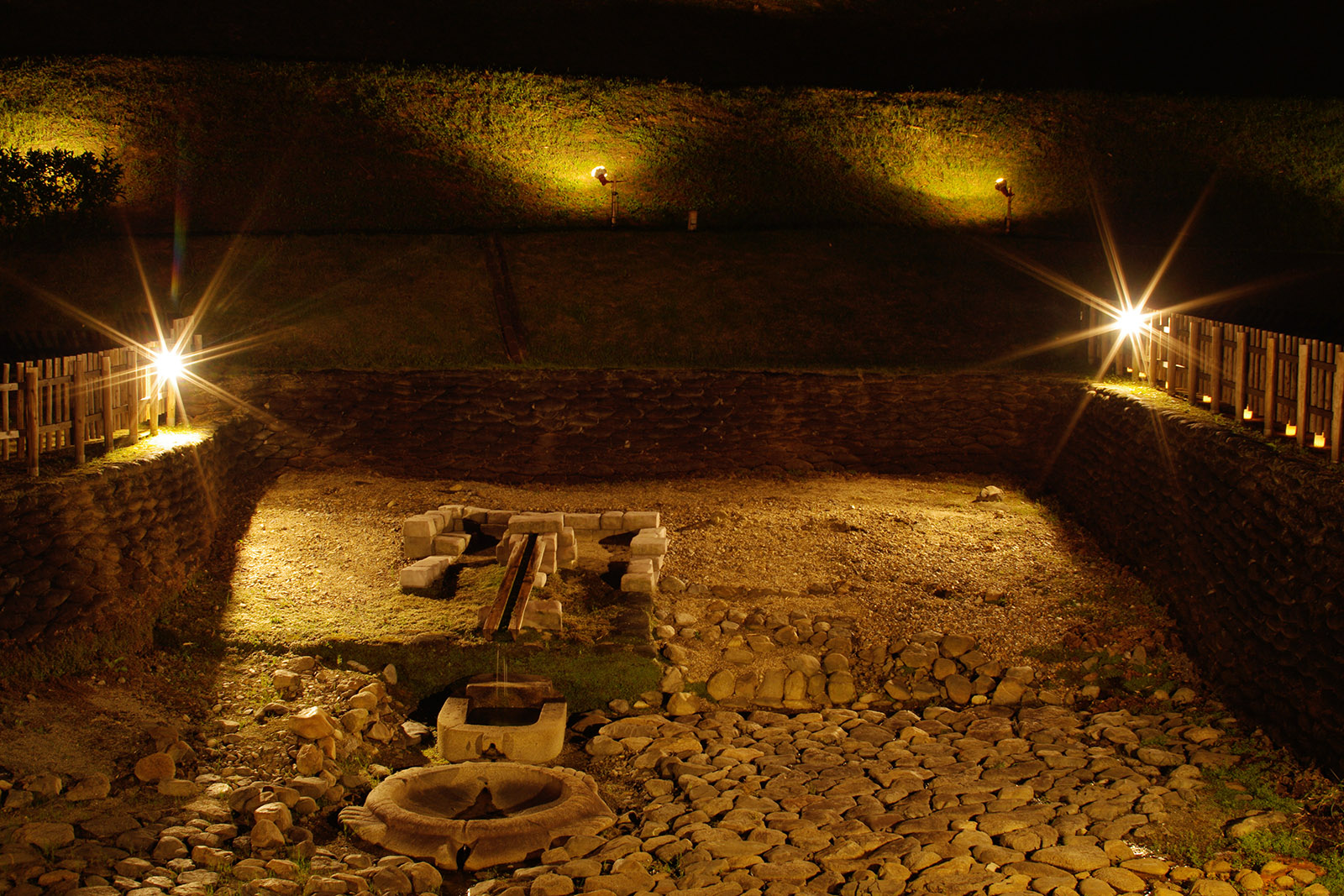
亀形石造物(2009)
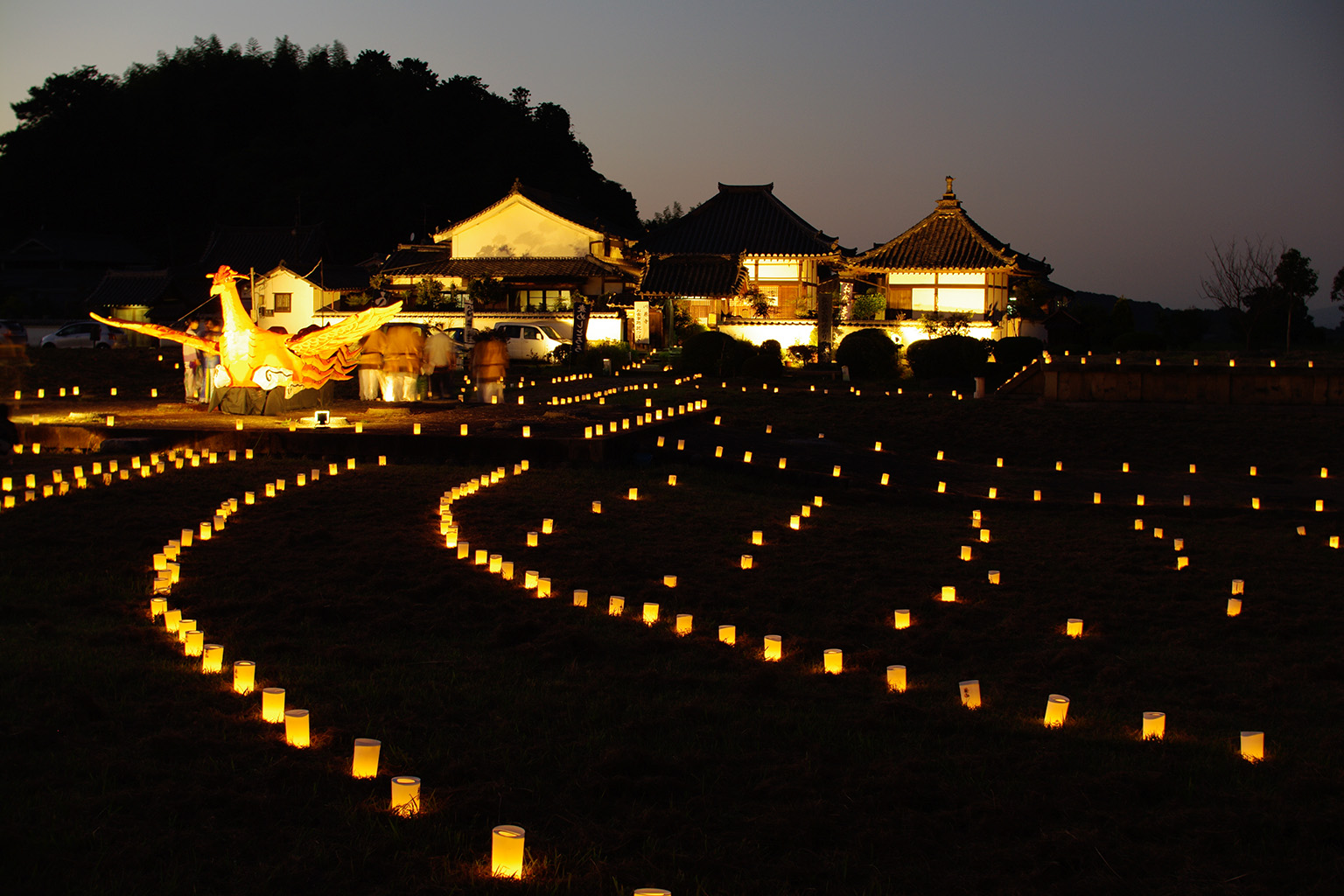
川原寺跡/弘福寺(2009)
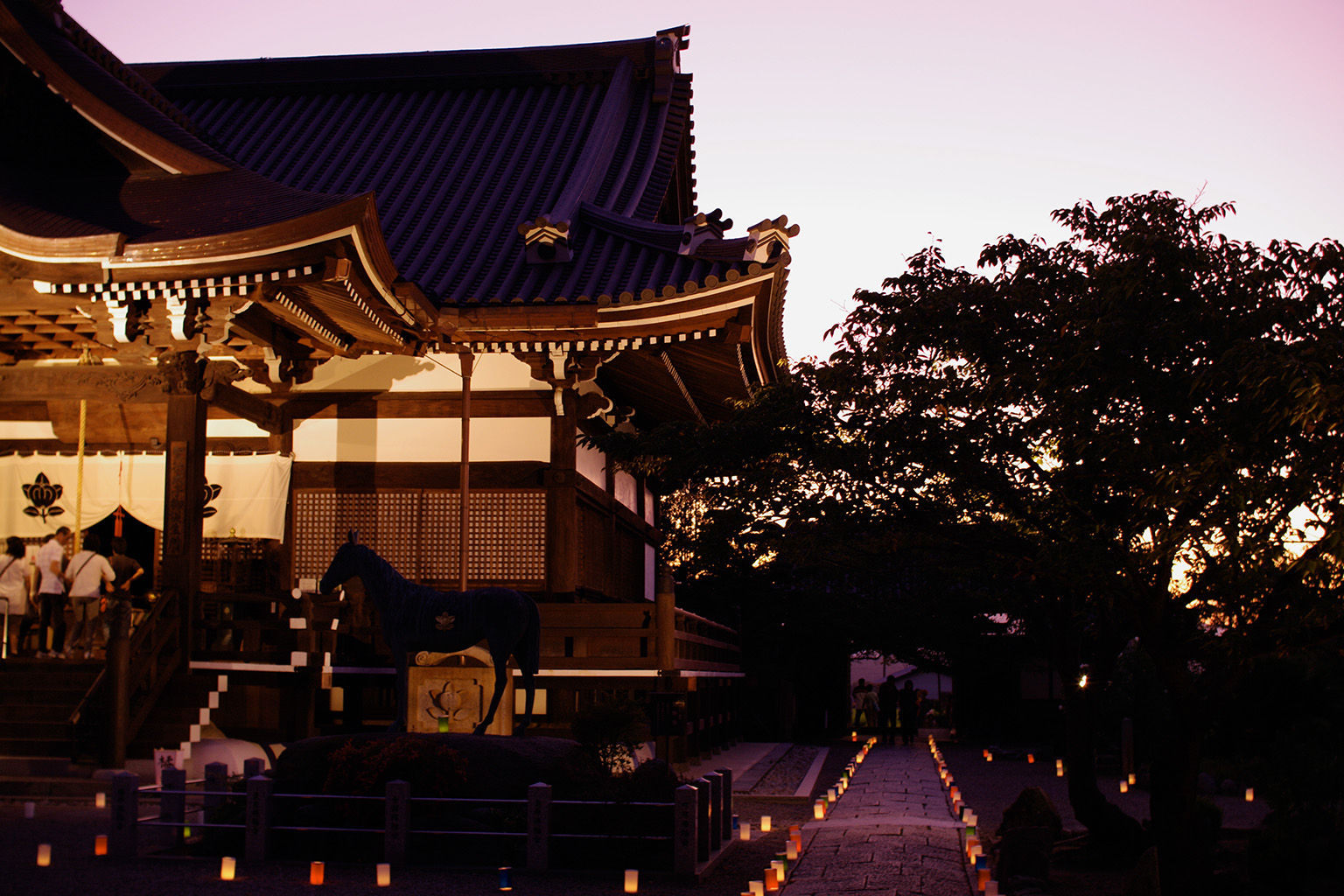
橘寺(2009)
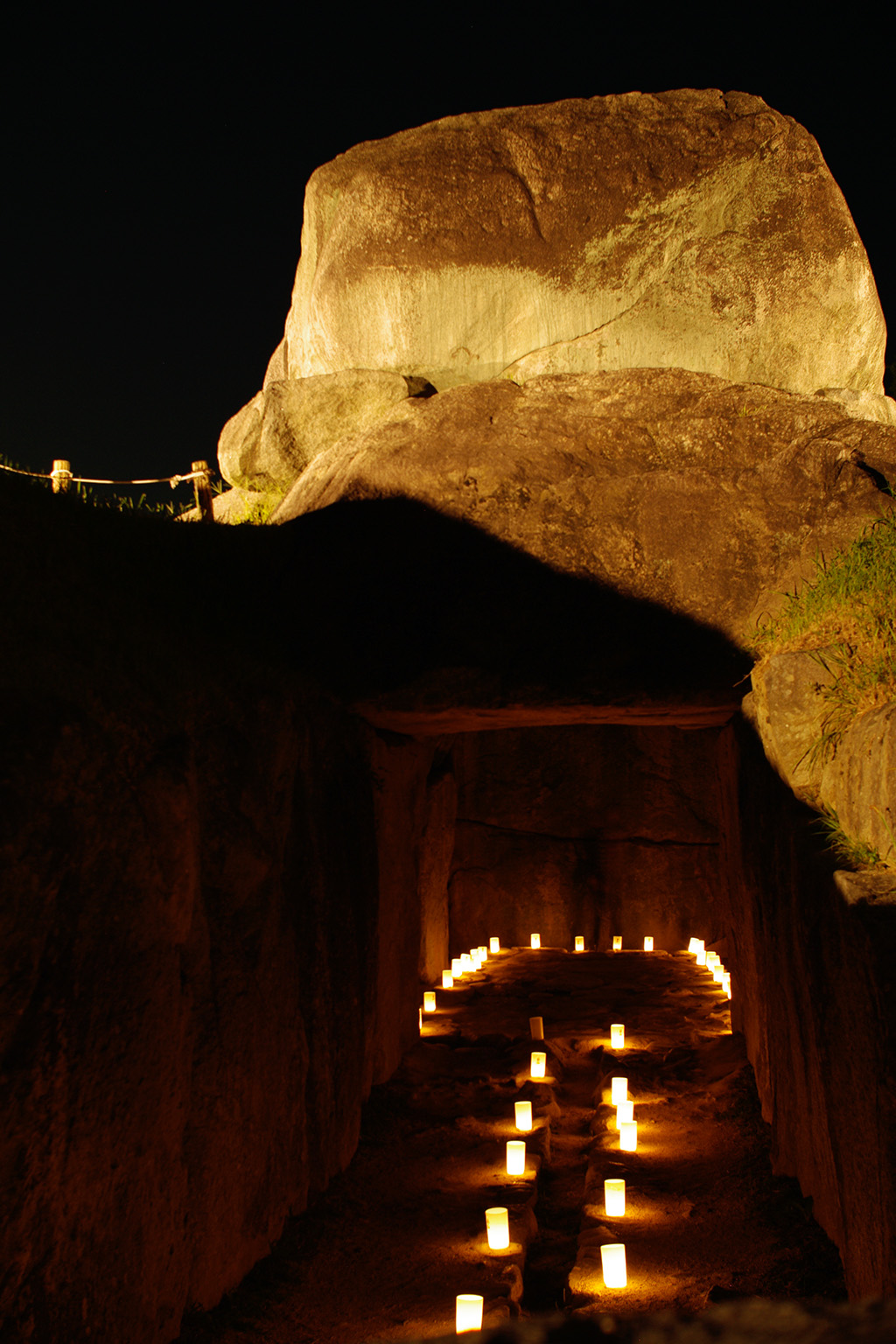
石舞台古墳(2009)
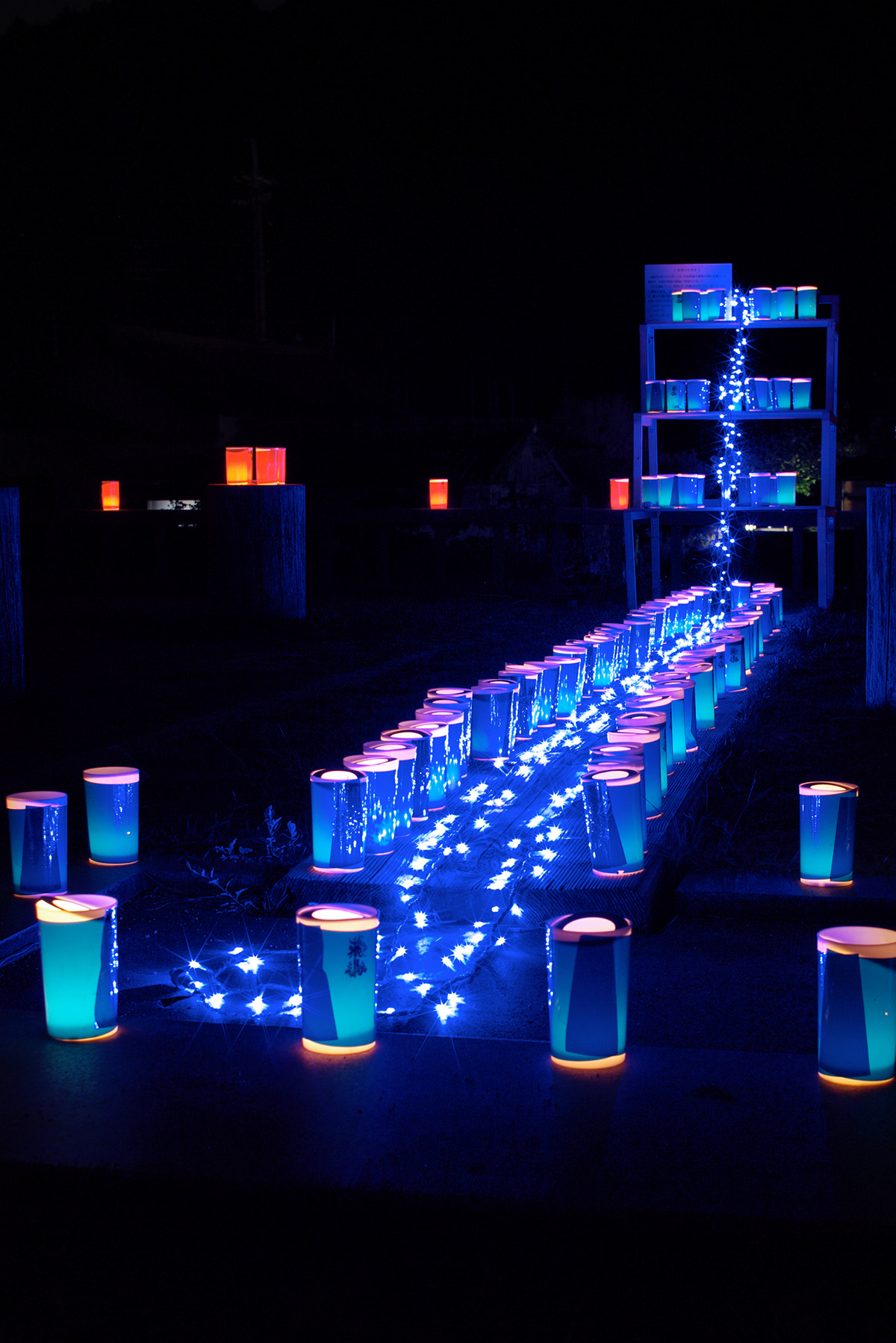
水落遺跡(2009)
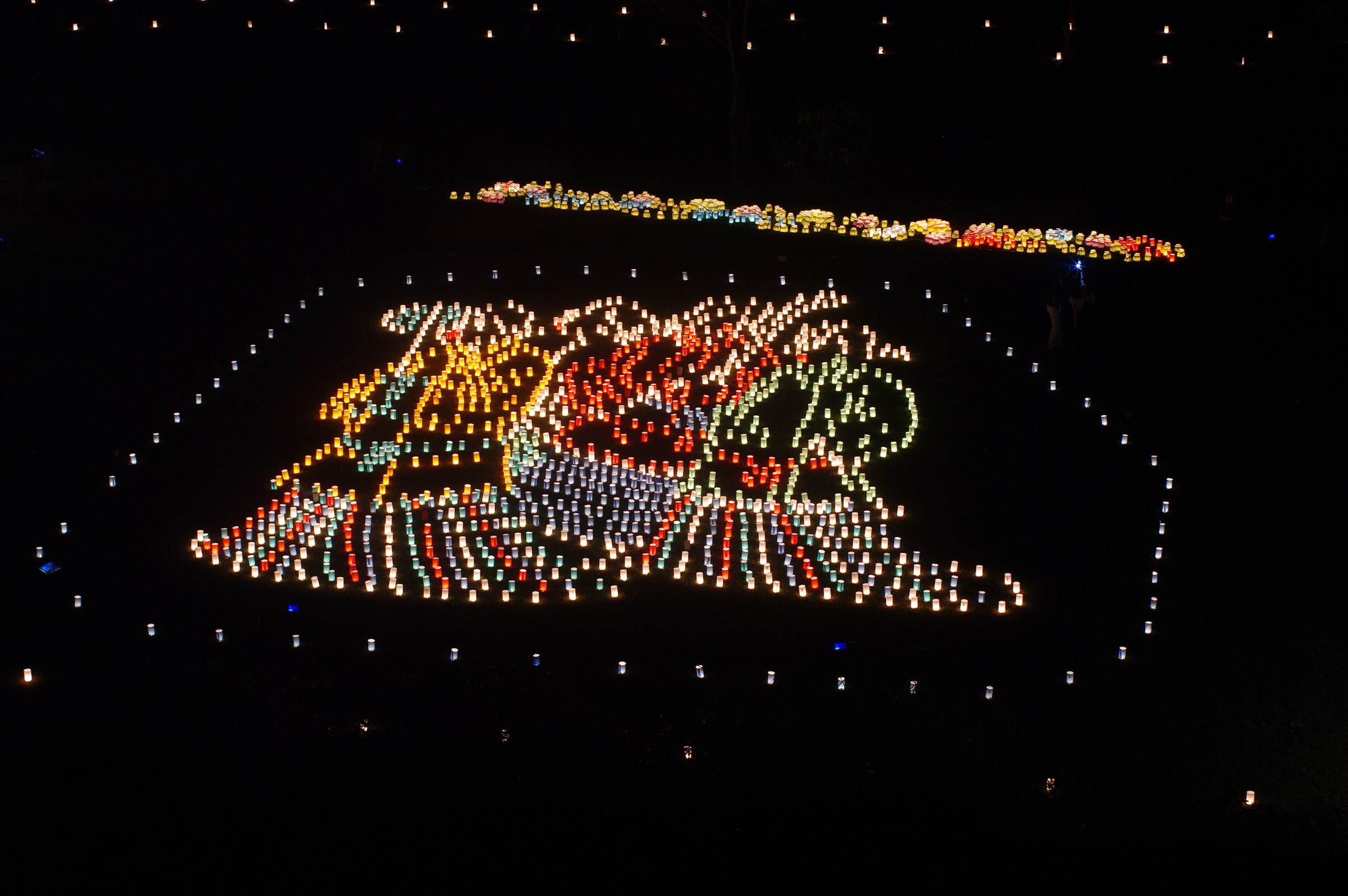
光の地上絵「女子群像」(2010)
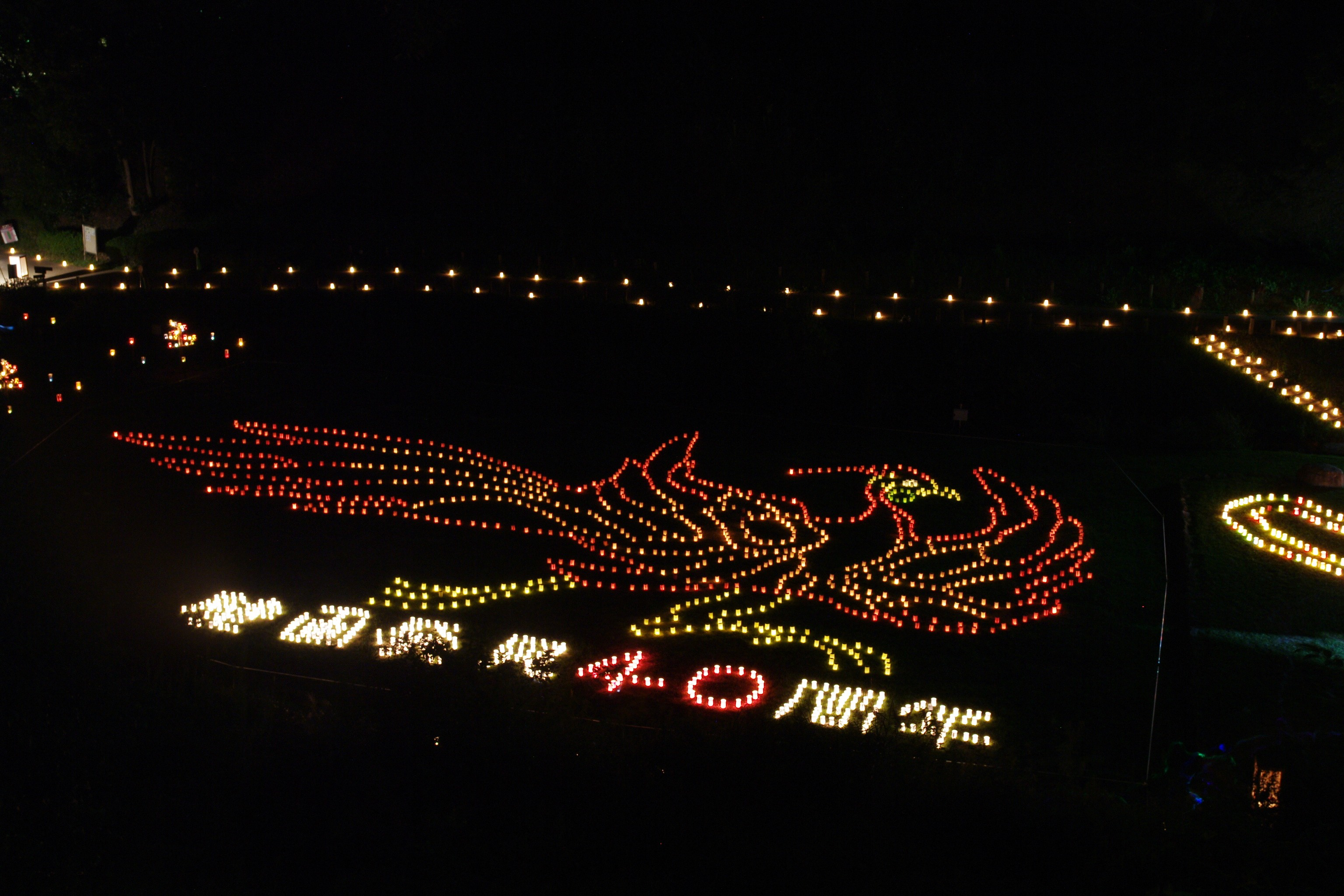
光の地上絵「朱雀」(2012)
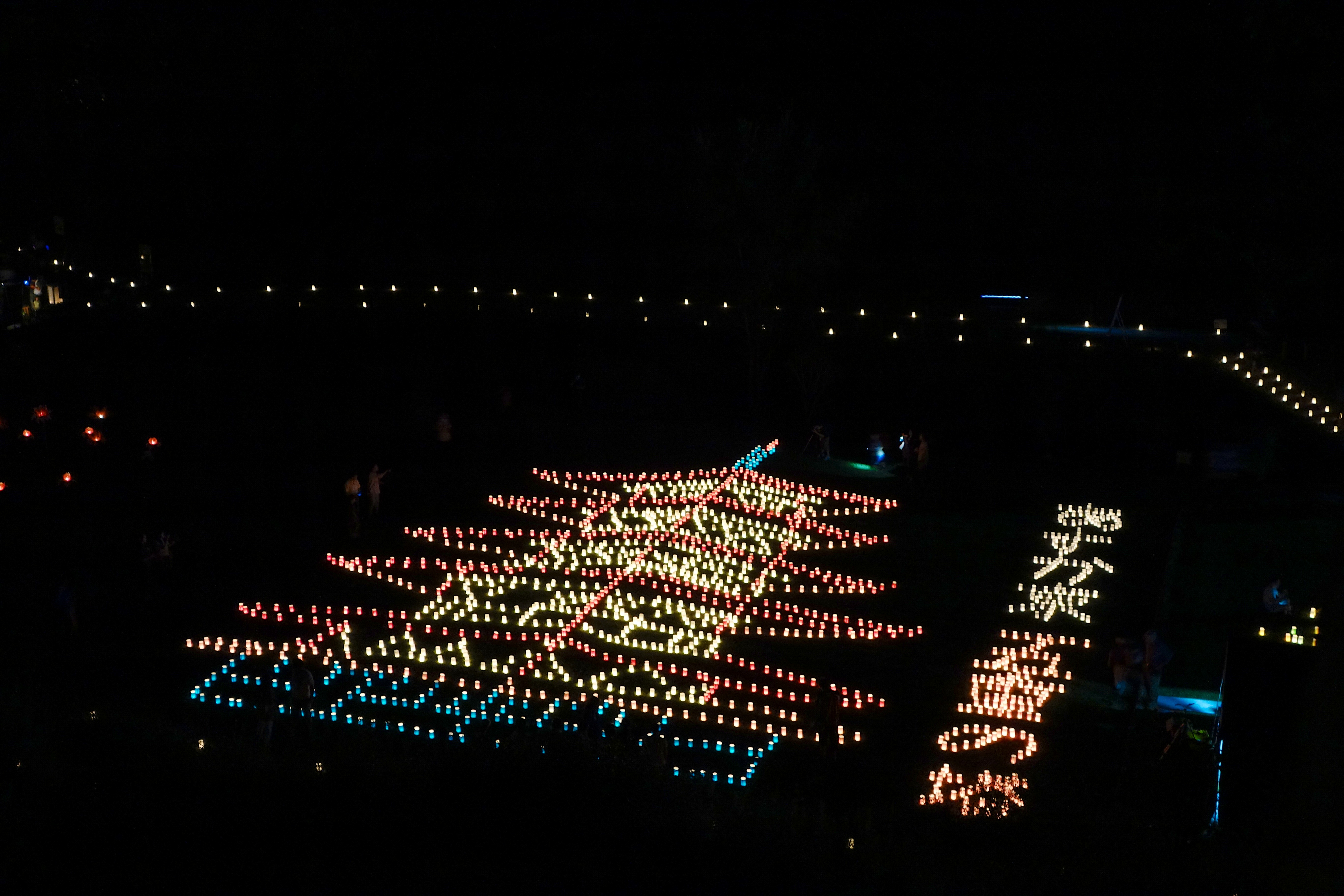
光の地上絵「飛鳥五重塔」(2013)
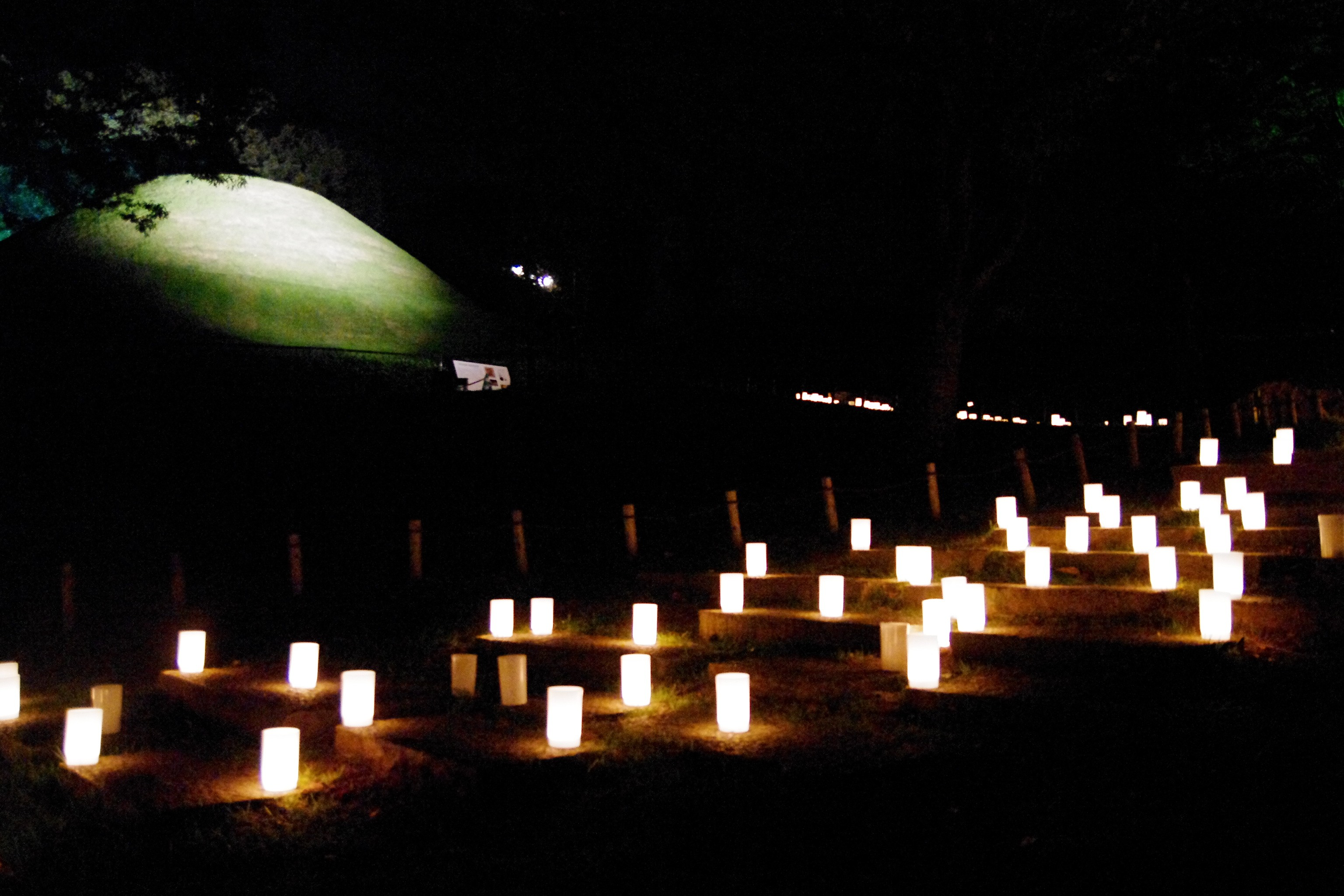
高松塚古墳(2012)
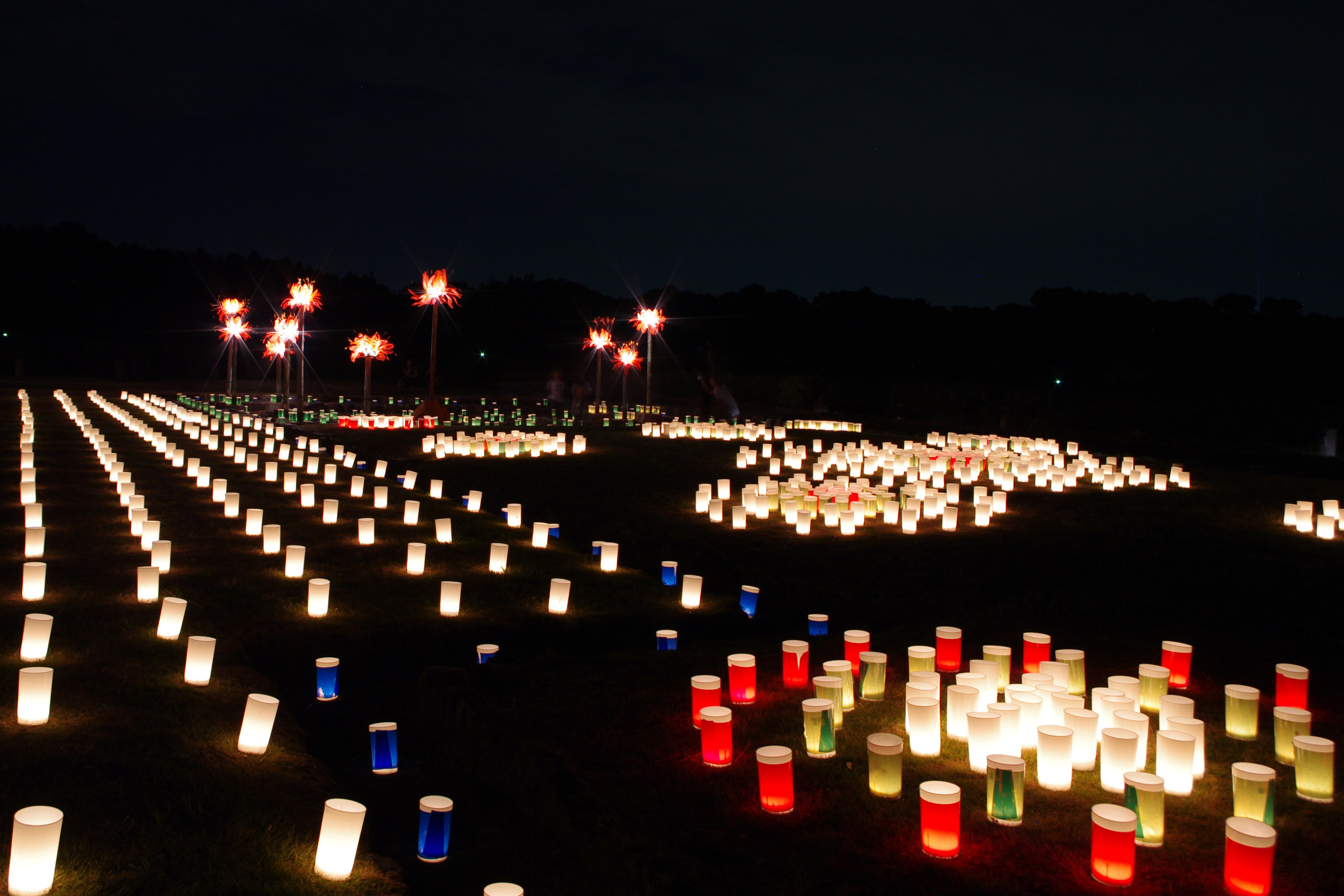
伝飛鳥板蓋宮跡(2010)
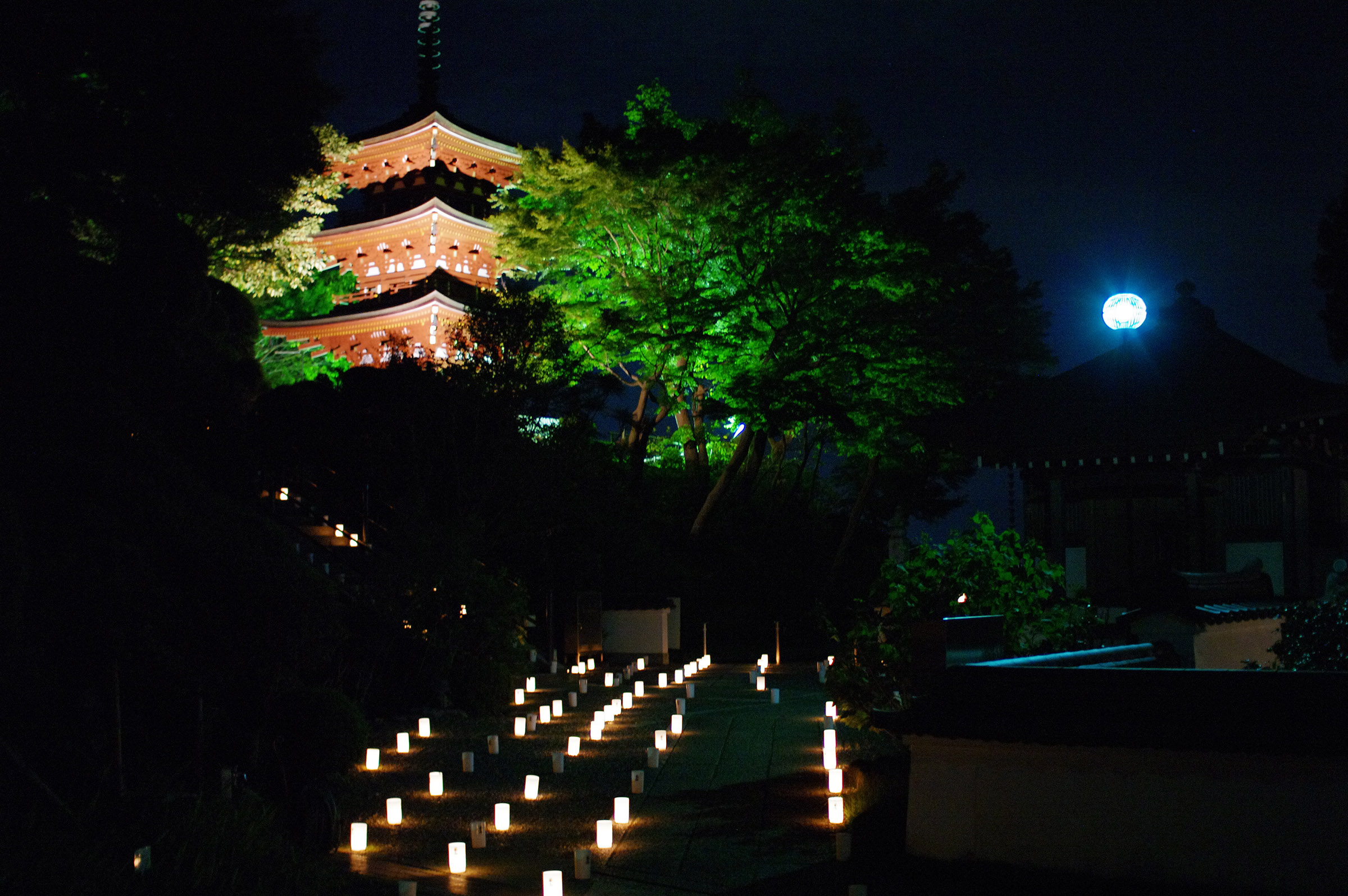
岡寺(2010)

## アクセス
- 近鉄飛鳥駅より徒歩、または奈良交通バス利用。